# Jubail
Jubail (árabe: "الجبيل" Al Jubayl) es una ciudad de la Provincia Oriental sobre la costa saudí del golfo Pérsico. Su nombre completo es Madīnat al Jubayl aṣ Ṣinā`īyah (Ciudad Industrial de Jubail). El séptimo censo de la ciudad, realizado en 2009, da una población de 150.367 habitantes.
En 1975 Jubail fue designada por el Gobierno saudí como una nueva ciudad industrial, sufriendo desde entonces una rápida expansión e industrialización. La ciudad industrial es un complejo de plantas petroquímicas, una herrería y una gran número de compañías, además de la Base Naval Real Saudí. 
Jubail alberga la planta de desalinización de agua de mar más grande del mundo. Esta provee el 50% del agua para beber que se consume en el país a través de la desalinización de agua del Golfo Pérsico.
"En torno al año 1000 a. C., encontramos la escritura fenicia en un poema esculpido en la tumba de Ahiram, rey de Biblos (hoy llamada Jubayl), ciudad famosa por su comercio de exportación de papiros, y de donde procede la palabra griega con la que se designa el libro: biblíon. De este sistema de los fenicios descienden todas las posteriores ramas de escritura alfabética. La más importante fue la aramea, de la cual a su vez provenían la familia hebrea, árabe e india. También derivó de esa misma matriz el alfabeto griego, y más tarde el latino, que ha arraigado en los territorios que se extienden desde Escandinavia hasta el Mediterráneo, así como en los grandes espacios antaño colonizados por occidentales. Irene Vallejo"